# Olympische Winterspiele 2018/Teilnehmer (Belgien)
| Gelbes Symbol für Goldmedaillen mit stilisierten Olympischen Ringen | Graues Symbol für Silbermedaillen mit stilisierten Olympischen Ringen | Braundes Symbol für Bronzemedaillen mit stilisierten Olympischen Ringen |
| ------------------------------------------------------------------- | --------------------------------------------------------------------- | ----------------------------------------------------------------------- |
| —                                                                   | 1                                                                     | —                                                                       |

Belgien nahm an den Olympischen Winterspielen 2018 mit 22 Athleten in neun Disziplinen teil, davon 13 Männer und 9 Frauen. Fahnenträger bei der Eröffnungsfeier war der Snowboardfahrer Seppe Smits. Bart Swings gewann mit Silber im Massenstart des Eisschnelllaufs die einzige Medaille für Belgien bei den Spielen.

## Teilnehmer nach Sportarten

### Biathlon
| Athleten       | Wettbewerbe        | Zeit        | Fehler      | Rang |
| -------------- | ------------------ | ----------- | ----------- | ---- |
| Männer         |                    |             |             |      |
| Florent Claude | 10 km Sprint       | 25:43,7 min | 3 (1+2)     | 55   |
| Florent Claude | 12,5 km Verfolgung | 39:22,7 min | 4 (1+1+1+1) | 57   |
| Florent Claude | 20 km Einzel       | 53:03,2 min | 2 (0+0+0+2) | 54   |
| Michael Rösch  | 10 km Sprint       | 25:09,4 min | 2 (0+2)     | 38   |
| Michael Rösch  | 12,5 km Verfolgung | 35:55,1 min | 1 (0+0+0+1) | 23   |
| Michael Rösch  | 20 km Einzel       | 55:10,1 min | 5 (0+3+0+2) | 75   |

### Bob
| Athleten                              | Wettbewerb | Lauf 1  | Lauf 1 | Lauf 2  | Lauf 2 | Lauf 3  | Lauf 3 | Lauf 4  | Lauf 4 | Gesamt      | Gesamt |
| Athleten                              | Wettbewerb | Zeit    | Rang   | Zeit    | Rang   | Zeit    | Rang   | Zeit    | Rang   | Zeit        | Rang   |
| ------------------------------------- | ---------- | ------- | ------ | ------- | ------ | ------- | ------ | ------- | ------ | ----------- | ------ |
| Frauen                                |            |         |        |         |        |         |        |         |        |             |        |
| Elfje Willemsen Sara Aerts            | Zweierbob  | 51,03 s | 11     | 51,27 s | 11     | 51,10 s | 11     | 51,21 s | 10     | 3:24,61 min | 11     |
| An Vannieuwenhuyse Sophie Vercruyssen | Zweierbob  | 51,24 s | 15     | 51,28 s | 15     | 51,53 s | 16     | 51,20 s | 8      | 3:25,25 min | 12     |

### Eiskunstlauf
| Athleten        | Wettbewerbe | Kurzprogramm/-tanz | Kurzprogramm/-tanz | Kür/Kürtanz | Kür/Kürtanz | Gesamt | Gesamt |
| Athleten        | Wettbewerbe | Punkte             | Rang               | Punkte      | Rang        | Punkte | Rang   |
| --------------- | ----------- | ------------------ | ------------------ | ----------- | ----------- | ------ | ------ |
| Frauen          |             |                    |                    |             |             |        |        |
| Loena Hendrickx | Einzel      | 55,16              | 20                 | 116,72      | 14          | 171,88 | 16     |
| Männer          |             |                    |                    |             |             |        |        |
| Jorik Hendrickx | Einzel      | 84,74              | 11                 | 164,21      | 16          | 248,95 | 14     |

### Eisschnelllauf
| Athleten       | Wettbewerbe | Zeit         | Rang |
| -------------- | ----------- | ------------ | ---- |
| Männer         |             |              |      |
| Bart Swings    | 1500 m      | 1:45,49 min  | 6    |
| Bart Swings    | 5000 m      | 6:14,57 min  | 6    |
| Bart Swings    | 10.000 m    | 13:03,53 min | 8    |
| Mathias Vosté  | 500 m       | 35,546 s     | 32   |
| Mathias Vosté  | 1000 m      | 1:11,24 min  | 35   |
| Mathias Vosté  | 1500 m      | 1:47,34 min  | 23   |
| Frauen         |             |              |      |
| Jelena Peeters | 5000 m      | 7:10,26 min  | 10   |

| Athleten    | Wettbewerbe | Halbfinale | Halbfinale | Finale | Finale | Rang   |
| Athleten    | Wettbewerbe | Punkte     | Rang       | Punkte | Rang   | Rang   |
| ----------- | ----------- | ---------- | ---------- | ------ | ------ | ------ |
| Männer      |             |            |            |        |        |        |
| Bart Swings | Massenstart | 5          | 5          | 40     | 2      | Silber |

### Shorttrack
| Athlet     | Wettbewerb | Vorlauf      | Vorlauf | Halbfinale    | Halbfinale    | Finale        | Finale        | Rang |
| Athlet     | Wettbewerb | Zeit         | Rang    | Zeit          | Rang          | Zeit          | Rang          | Rang |
| ---------- | ---------- | ------------ | ------- | ------------- | ------------- | ------------- | ------------- | ---- |
| Männer     |            |              |         |               |               |               |               |      |
| Jens Almey | 1500 m     | 2:12,998 min | 2       | DNF           | 6             | ausgeschieden | ausgeschieden | 17   |
| Ward Pétré | 1500 m     | 2:17,362 min | 5       | ausgeschieden | ausgeschieden | ausgeschieden | ausgeschieden | 29   |

### Skeleton
| Athlet        | Lauf 1  | Lauf 1 | Lauf 2  | Lauf 2 | Lauf 3  | Lauf 3 | Lauf 4  | Lauf 4 | Gesamt      | Gesamt |
| Athlet        | Zeit    | Rang   | Zeit    | Rang   | Zeit    | Rang   | Zeit    | Rang   | Zeit        | Rang   |
| ------------- | ------- | ------ | ------- | ------ | ------- | ------ | ------- | ------ | ----------- | ------ |
| Frauen        |         |        |         |        |         |        |         |        |             |        |
| Kim Meylemans | 52,56 s | 16     | 52,54 s | 14     | 52,34 s | 13     | 52,26 s | 11     | 3:29,70 min | 14     |

### Ski Alpin
| Athleten          | Wettbewerbe  | 1. Lauf     | 2. Lauf       | Gesamt        | Gesamt        |
| Athleten          | Wettbewerbe  | Zeit        | Zeit          | Zeit          | Rang          |
| ----------------- | ------------ | ----------- | ------------- | ------------- | ------------- |
| Frauen            |              |             |               |               |               |
| Kim Vanreusel     | Abfahrt      | −           | −             | 1:46,51 min   | 30            |
| Kim Vanreusel     | Super-G      | −           | −             | 1:27,60 min   | 40            |
| Kim Vanreusel     | Riesenslalom | 1:17,60 min | 1:14,92 min   | 2:32,52 min   | 39            |
| Kim Vanreusel     | Slalom       | 55,90 s     | 55,96 s       | 1:51,86 min   | 40            |
| Kim Vanreusel     | Kombination  | DNF         | ausgeschieden | ausgeschieden | ausgeschieden |
| Marjolein Decroix | Slalom       | 55,91 s     | 54,80 s       | 1:50,71 min   | 38            |
| Männer            |              |             |               |               |               |
| Kai Alaerts       | Slalom       | DNF         | ausgeschieden | ausgeschieden | ausgeschieden |
| Sam Maes          | Riesenslalom | 1:13,29 min | 1:12,91 min   | 2:26,20 min   | 32            |
| Sam Maes          | Slalom       | 52,90 s     | DNF           | ausgeschieden | ausgeschieden |

### Skilanglauf
| Athleten       | Wettbewerbe    | Zeit        | Rang |
| -------------- | -------------- | ----------- | ---- |
| Männer         |                |             |      |
| Thierry Langer | 15 km Freistil | 37:45,0 min | 66   |

### Snowboard
| Athleten        | Wettbewerbe | Qualifikation | Qualifikation | Finale        | Finale        | Rang |
| Athleten        | Wettbewerbe | Punkte        | Rang          | Punkte        | Rang          | Rang |
| --------------- | ----------- | ------------- | ------------- | ------------- | ------------- | ---- |
| Männer          |             |               |               |               |               |      |
| Sebbe De Buck   | Big Air     | 33,50         | 18            | ausgeschieden | ausgeschieden | 34   |
| Sebbe De Buck   | Slopestyle  | 59,40         | 12            | ausgeschieden | ausgeschieden | 20   |
| Seppe Smits     | Big Air     | 59,25         | 15            | ausgeschieden | ausgeschieden | 29   |
| Seppe Smits     | Slopestyle  | 78,36         | 6             | 69,03         | 10            | 10   |
| Stef Vandeweyer | Big Air     | 61,00         | 14            | ausgeschieden | ausgeschieden | 28   |
| Stef Vandeweyer | Slopestyle  | 33,75         | 17            | ausgeschieden | ausgeschieden | 31   |